# Economía de El Salvador en las Provincias Unidas del Centro de América
Bajo el título de Economía de El Salvador en las Provincias Unidas del Centro de América se pretende entender el proceso de formación de la República Federal Centroamericana, con lo que se hace necesario estudiar un momento crítico en la Historia de El Salvador y Centroamérica, cuyo momento es su “independencia” del imperio Español.
Otro de los puntos cardinales ripo importantes que se pretenden conocer con el presente tema son las influencias económicas externas que tuvo la Federación Centroamericana.
Con las relaciones Regionales se conoce el Sistema de Transacciones contravando, dentro de la Federación Centroamericana.
La guerra civil de 1826-1829, tuvo un impacto importante en el reordenamiento comercial dentro de la Federación Centroamericana, por lo que es importante el conocimiento general de esta.
Como último punto se hablará de los factores (tanto internos como externos) que conllevaron al rompimiento de la Federación Centroamericana.

## Antecedentes

### Proceso de Independencia[1]
Para poder entender el proceso de formación de la República Federal Centroamericana se hace necesario estudiar un momento crítico en la Historia de El Salvador y Centroamérica, el cual es su “independencia” del Imperio español.
El proceso de independencia estuvo influido por varios factores, pero en este esbozo se mencionaran los más influyes en este proceso

#### Pensamiento Liberal
Como primer factor que se hablara será del cambio en las ideas, lo cual se podría llamar como “Globalización del pensamiento Liberal”, este pensamiento liberal fue conocido como “ILUSTRACION”, cuyo término trataba de recalcar la fuerza dominante que la razón humana tenía sobre las creencias religiosas, ya que en el siglo XV la explicación de todos los problemas se buscaban en la religión.
Como ejemplo de estos pensadores, se pueden mencionar a Nicolás Copérnico y Galileo Galilei con sus ideas de que la tierra giraba alrededor del Sol. Esto dio lugar a que surgieran más pensadores independientes a la religión. Es más, fue surgiendo un pensamiento científico en la observación de la Naturaleza, esto dio lugar a la aplicación de la razón en las relaciones sociales. Surgiendo pensadores como Thomas Hobbes y John Locke que argumentaban la facultad de la realeza no era un regalo divino, sino que era el resultado de la Sociedad.
Surgió también el liberalismo, como pensador principal Adam Smith. El surgimiento de pensadores liberales, dio lugar al nacimiento de ideas de formación y organización de los Estados, y una de las más sobresaliente fue que el Estado debería de obedecer a una constitución y estar formados por tres poderes (Ejecutivo, Legislativo y Judicial), esta idea fue de Voltaire Montesquieu, y que actualmente El Salvador pone en práctica.
El pensamiento liberal influye en mucho en Europa y sobre todo en España y sus Colonias Americanas, lo cual ayudó a la manifestación de la independencia. Estados Unidos y Francia organizaron sus gobiernos, después de su independencia, basándose en las ideas liberales dándole prioridad a las ideas de Montesquieu.
En Centroamérica se empezaron a transmitir las ideas liberales, esencialmente en la Universidad de San Carlos en Guatemala. Lo cual empezó a construir un cambio en la forma de Gobernar.

#### Razón Económica
Como segundo factor en el proceso de independencia se habla del motivo económico que dio lugar a ello.
España y Francia tenían muchas diferencias en la forma de ver la realidad, pero eran compatibles en su rivalidad con Inglaterra, lo cual los llevó a firmar un conjunto de tratados para buscar la paz entre España y Francia, pero a la vez dio lugar al surgimiento de la guerra entre España e Inglaterra, esto implicó serias consecuencias en el comercio de añil de El Salvador ya que este producto no pudo ser comercializado, ya que esto se hacía esencialmente con España, lo implicó una disminución de ingresos considerable para los exportadores de este producto, y más aún ya que El Salvador era una de las colonias de España e Inglaterra su enemigo, este amparaba los ataques piratas en las Costas Americanas.
Los enormes gastos de la Guerra llevaron a poner en práctica acciones para la obtención de recursos desde las colonias hacia España, acciones bajo el nombre de “Contribuciones Patrióticas” y las llamadas “Consolidación de deudas”.
Esta última tuvo un efecto muy sensible en San Salvador, ya que los productores se vieron obligados a endeudarse o a agotar la existencia de sus productos.
La carencia del Imperio Español y la gravedad de la economía, dio lugar a la comercialización de productos prohibidos, para solucionar esta dificultad que perjudicaba principalmente a los exportadores se dio consentimiento al comercio con países que estaban fuera de la participación del conflicto Europeo, fundamentalmente Estados Unidos. Provocando así una variación en las relaciones comerciales y bajando la subordinación con España. Los productores criollos en Centroamérica querían liberarse del quinto real (20% de sus productos debían pagarse a la corona como impuesto) y además rechazaban crecientemente el pago del diezmo (10% de sus productos pagados a la iglesia), con lo que solo se esperaba una coyuntura política para adversar el poder monárquico de España.

#### Razón Política
Un tercer factor influyente en la independencia Centroamericana es la crisis política del Imperio Español, el cual está muy relacionado con la crisis económica de las colonias.
Los ideales de Francia introducidos por la Revolución Francesa y mantenidos por la acción militar de Napoleón Bonaparte, en defensa del estado francés contra las demás monarquías europeas, en el marco de la cual se incluye la invasión a España por las tropas napoleónicas, contribuyó a la agudización de estas dos crisis (política y económica). Como resultado de la invasión Francesa en España, la monarquía española abdica el poder y ante ese vacío, se formaron Juntas Regionales y una Junta Regional para mantener la soberanía patriótica. Surgiendo una doble gobernación en España, por un lado la de Bonaparte y la otra de los seguidores del rey Fernando VII.
Esto tuvo una seria repercusión en el ejercicio del poder en las colonias americanas ya que no se sabía a cual poder obedecerle. Como solución a esto se organizaron Juntas en las colonias para manifestar la lealtad al rey español, aunque es algunos lugares se estableció un rechazo a la monarquía pero no del rey Fernando, más bien se dirigía contra la monarquía establecida por Napoleón en la persona de su hermano José, nombrado rey de España.
A la vez surgieron grupos que pedían un mayor reconocimiento por la Junta General que apoyaba al rey Fernando, estos grupos eran los criollos. Por otro la lado la intendencia que más sufrió el impacto de la crisis económica fue la de San Salvador, este impacto dio lugar a levantamientos sociales. Estos levantamientos que en un primer momento fueron organizados por los criollos, se integraron personajes importantes en la Historia de El Salvador y Centroamérica, estos personajes son los ahora llamados “próceres”.
Los levantamientos sociales desencadenaron una serie de eventos que coaccionó al administrador (o intendente) Antonio Ulloa a abdicar su cargo. Cuyo acto dio lugar a que en San Salvador fuera el primer lugar en donde se exigiera la Independencia.
Los diversos cambios de administradores que surgieron después de las sublevaciones sociales junto con los desconciertos que empezaron a surgir en los demás países Centroamericanos exhibieron el ansia de la independencia Centroamericana.
Cuando el rey Fernando VII retorna a España, aunque reconoce formalmente no cumple la constitución creada en 1814 en Cádiz, ciudad de España, ya que esta era un inconveniente para el ejercicio de su poder definitivo en forma dictatorial. No satisfecho con esto, el Rey trató de dar perecimiento a las sublevaciones de las colonias. Pero fue ya era demasiado tarde, ya que las percepciones de independencia, la idea de no continuar pagando los impuestos establecidos (quinto real y diezmo a la iglesia), constituir gobierno y a su vez cobrar impuestos, ya germinaba crecientemente entre los criollos en cada país dominado por España. Un hecho adicional sería considerar las elecciones como generación del gobierno en lugar del poder hereditario existente en las monarquías tradicionales de las cuales habían dependido hasta esa fecha las colonias.
Clases Sociales en la Colonia
Cinco grandes estratos intervienen en la vida cotidiana y las luchas políticas: españoles, criollos o Peninsulares, mestizos, mulatos e indios.

## Factores influyentes en la República Federal de Centro América

### Factores económicos externos
El gran colaborador comercial en turno con la región Centroamericana es Inglaterra la superpotencia industrial que requería materias primas baratas para la producción de su país, pero además pretendía auxiliar con capitales al naciente Estado, los mecanismos ingleses para incursionar en el mercado centroamericano fueron:
1) Las transacciones comerciales se llevaron a cabo de manera directa con grandes productores, productores medios y “los poquiteros” un grupo naciente de comerciantes a los cuales amoldaron a sus intereses.
2) Concesión de préstamos a la Federación, con lo cual se pretendía inyectar liquidez a la economía, mediante el financiamiento de las excolonias y el seno de las familias dominantes (burguesías mercantiles precapitalistas). En 1822, Inglaterra concede un crédito de £163,000 [El Salvador como estado independiente asume el pago de £27,200 (equivalente $131,900)], que tiene como fianza las rentas de tabaco y la alcabala náutica como garantía, reportando pagos trimestrales de £10,000 de amortización, más intereses y el no endeudamiento en un periodo de dos años.
Centroamérica pasa de ser una economía de exportación centrada en el añil y las maderas en la época colonial a grana cochinilla en esta fase encabezada por las grandes extensiones cultivables de Guatemala, que está directamente influenciado por el abaratamiento del añil en el mercado internacional, como resultado de la producción de añil en la India la cual generaba menores costes de embarque para Inglaterra, esto hace que entre 1821 y 1850, se dé una transformación en las exportaciones de grana cochinilla (colorante escarlata): en 1821-1825 este tinte ocupaba el 7.7% de las exportaciones al Reino Unido; en 1836-1840 el 63.6% convirtiéndose en el principal producto exportable. El máximo del periodo se alcanzó en el quinquenio 1841-1845, con un 67.3% y en 1846-1850 se nota un declive con un 61.2% de las exportaciones totales. Producto de la llegada de nuevos productores al mercado internacional entre ellos Cádiz y las islas Canarias.

#### Impacto del libre comercio en las finanzas de la Federación[4]
Las acciones implementadas por la Federación para crear las condiciones del Libre Comercio dieron lugar a una disminución en las tarifas arancelarias lo que contribuyó a un deterioro en los ingresos que este percibía, por parte de ellas, esto implicó una reducción en el ingreso de la Federación. A pesar de que a partir de 1825 se crearon leyes para tratar de aumentar estos ingresos, el vandalismo existente impidió que esta medida se realizara con éxito, junto con el aumento del gasto público dio lugar a un déficit insostenible que para el año de 1826 (esto sumado a la guerra) se veía reflejado en la incapacidad para hacer frente a los gastos corrientes de la federación. Contrario a uno de los acuerdos existentes dentro de la federación que era la ayuda que debían prestar los Estados en caso de déficit, no se cumple, ya que la mayoría de los Estados, a excepción de Guatemala, destinaron sus ingresos para financiar sus gastos.

## Relaciones Regionales
La inestabilidad post independencia se logra apaciguar hasta 1825, el comercio a nivel internacional y entre países del istmo se ve afectado, tanto que paraliza la producción de Tabaco de Costa Rica entre 1822 a 1823, como consecuencia de la hostilidad en Nicaragua que impedía el pago del producto que había enviado Costa Rica desde 1821 a los otros países.
Los comerciantes guatemaltecos y la clase pudiente salvadoreña, no solo dominaban la circulación del comercio externo e interno (cacao, algodón, hilo, telas, hierro y ganado, etc.); sino que asimismo, habían determinado una estructura en la que la moneda tenía muy poca importancia en balance con el pago en especie y el crédito, una práctica constante desde Centroamérica colonial, y, que se mantuvo constante en la federación.
El desmedido crédito concedido al Istmo centroamericano lo lleva a la no posibilidad de pago durante un período de inestabilidad interna (hasta que luego de la división de la región, cada nación se hace responsable de una parte de la deuda) y entre algunos castigos se hace mención de un Bloqueo Naval Inglés impuesto a puertos salvadoreños, alegando falta de pago de empréstitos realizados a la federación. Con lo cual la Metrópoli se aseguró la obtención de materias primas (añil y minerales, como plata y oro en Costa Rica; cifras de las que no se hace recuento, pero se sabe que existían).
El pujante Estado Liberal naciente desde el ayuntamiento de San Salvador lleva al establecimiento de la Federación, que como motor económico de la pequeña Centroamérica se impone sobre las demás naciones integrantes, especialmente a Guatemala (régimen de poderío colonial que quiere conservar las cosas tal cual estaban) y con la ayuda de Capital Inglés a cambio del servicio de la agroexportación violenta que crea necesariamente al proletario libre (cuyos componentes claves son los indígenas, mestizos y los mulatos) y, que a la vez incentiva la coacción Estatal (ya sea por guerras, por el fortalecimiento de la clase dominante o por la determinación de esta última a la asignación de las labores para la población en general por medio de inscripciones obligatorias en las Alcaldías).
Sistema de Transacciones Comerciales
La producción de añil en gran medida era producida por pequeños cultivadores de Nicaragua, Honduras y El Salvador, que no tenían la posibilidad de transportar su mercancía hasta Guatemala. Por eso lo negociaban con intermediarios o en ferias provinciales (siendo la principal, la feria anual de ciudad de Guatemala) o por medio de grandes cultivadores. Los finqueros fuertes poseían mulas para su transporte y debido a esto, se convertían en los grandes comerciantes de la zona.

## Reordenamiento Comercial y su relación con la guerra civil de 1826-1829.[7]
El impacto de las pugnas existentes entre liberales y conservadores se tradujo en la destrucción de capital productivo y disminución de la mano de obra (calificada y no calificada), debido a que los principales lugares destruidos fueron los obrajes, bodegas de añil y trapiches, lo que desmotivó a los inversionistas ya que este rubro se convirtió en una producción de alto riesgo, respecto a la mano de obra las personas en edad propicia para trabajar se veían obligadas a formar parte del ejército o a esconderse para evitar ser reclutados. Lo que conlleva a una disminución de la capacidad productiva de la federación.
Este impacto se puede ver reflejado en la exportación del añil, el cual para 1834 fue de 873,750 libras lo que muestra una disminución de un 27.19% a comparación del 1.2 millones de libras que fueron exportadas en 1826.
Los medios de transporte que utilizaban los comerciantes para llevar su producto al mercado eran decomisados por las fuerzas militares, esto abonado con la delincuencia (piratas) de la época implicaba una disminución de las relaciones comerciales.

## Causas que conllevaron a la desintegración de República Federal de Centro América

### Factores externos.[8]
El Imperio británico juega un rol importante en la fracción de las naciones Centroamericanas. El Reino Unido desde el Tratado de Madrid de 1786 tenía cierta influencia en la región, ya que tenía derechos de usufructo bien definido sobre los productos naturales del suelo de Belice limitado territorialmente pero que Inglaterra deseaba aumentar desde México más al sur hacia Guatemala que era necesario para consolidar poderío mercantil en el Caribe en el terceto Belice conectado a las Islas de la bahía que a su vez unía con la Mosquitia (Nicaragua) territorio de injerencia desde hacía varios años atrás, para consolidar su hegemonía consolidad desde el derrocamiento de Bonaparte en 1812 desde oriente hacia el pacífico. El imperio sabía que el aforismo «Divide y Vencerás» era valedero en esta y otras épocas, por ello la división de Centroamérica convertiría a las naciones en presas fáciles para las ambiciones económicas del imperio inglés; entre ellas, la posesión del canal Oceánico (vertientes en Costa Rica zona Atlántico como Matina, para barcas pequeñas y Moín, que alguna vez estuvieron conectados por una vía fluvial natural que desapareció por causas naturales), pero no fue posible debido al peso de Estados Unidos una economía pujante que contendía a sorda voz la zona y que estaba en su contra. Lo que si es válido mencionar es la alianza Reino Unido- Costa Rica en la incursión de este al cultivo del café desde 1830 aproximadamente que se consolidó con el tiempo. Para 1843 la escuadra inglesa intenta apoderarse del golfo de Fonseca y del Puerto de La Unión, en ese entonces la isla de bahía de Honduras y la Mosquitia en Nicaragua eran de su dominio.
Anexada la Intendencia de San Salvador, por disposición del Congreso General de la Provincia, como un Estado Federado a la Unión Americana o Estados Unidos de América, resistió en tal concepto la invasión de la columna imperialista que capitaneó el Brigadier Vicente Filísola, y cuando los restos de su bisoño ejército fueron obligados a la capitulación en Gualcince, no se doblegaron sus esclarecidos varones ni mucho menos se consideraron vencidos: San Salvador envió una misión diplomática a Washington, para exponer su causa al gobierno de la Nación a la cual se había incorporado por libre voluntad de sus representantes.

### Factores internos
La desigualdad en el desarrollo económico entre los países fomentó el desaparecimiento de la Federación, Costa Rica fue la primera en denotarlo, la cual implementa leyes para la diversificación de la economía en 1838 y la formación de minifundios para pequeños agricultores (que por 1840, dan los primeros pasos para cultivar café) y se da la primera ley en contra de los monopolios de las casas comerciales y la producción de tabaco, que era el principal producto de exportación de Costa Rica; mientras, que Guatemala, Honduras, Nicaragua y El Salvador se apegaban a la federación y a los latifundios y al monocultivo de colorantes naturales. A la vez que se hunden al caudillaje (Mando de un caudillo, que es un jefe o guía, especialmente en la guerra) que fue muy dañino para el istmo debido a la división fomentado desde la colonia a los 5 países y del cual Costa Rica fue la más afectada porque en la colonia ese país era el de menor interés para la madre patria. En cambio, los otros países poseían características particulares como la composición etnográfica y diversos ejes de interés cultural. Y el caudillaje no contribuyó al fomento de la Unidad de Nación Centroamericana añorada por todos los pueblos, sino a su desmembración. Lo que contribuyó a que Costa Rica se desarrollara en su fortalecimiento de capital humano y en el resto de países se enriqueciese una clase dominante más descaradamente con los recursos disponibles e irrespetase a sus patriotas con su utilización a conveniencia en cada actividad en la cual se es inmersa.